# Donnington, Gloucestershire
Donnington är en ort och civil parish i Storbritannien.   Den ligger i grevskapet Gloucestershire och riksdelen England, i den södra delen av landet, 120 km väster om huvudstaden London. Donnington ligger 221 meter över havet och antalet invånare är 4 477.
Terrängen runt Donnington är platt. Runt Donnington är det ganska tätbefolkat, med 83 invånare per kvadratkilometer. Närmaste större samhälle är Chipping Norton, 12,1 km öster om Donnington. Trakten runt Donnington består till största delen av jordbruksmark.